# Achyrolimonia immerens
Achyrolimonia immerens är en tvåvingeart som först beskrevs av Alexander 1963.  Achyrolimonia immerens ingår i släktet Achyrolimonia och familjen småharkrankar. Inga underarter finns listade i Catalogue of Life.